# Канал Іртиш — Караганда
49°55′37″ пн. ш. 73°14′01″ сх. д. / 49.92683° пн. ш. 73.2337° сх. д.
Канал імені Каниша Сатпаєва (канал Іртиш-Караганда) — зрошувально-обводнювальний канал для водозабезпечення промислових районів і сільського господарства Центрального Казахстану.

## Будівництво
Будівництво каналу розпочато 1962 року, експлуатацію — 1968-го. Канал був повністю завершений в 1974 році. В 2002 році побудований водовід у річку Ішим, далі — у В'ячеславське водосховище для водопостачання столиці республіки Казахстан — Астани. У майбутньому канал буде продовжений з метою постачання водою таких агропромислових районів: Жайремський, Жезказганський, Шетський і Атасуйський.

## Характеристики
Протяжність 458 км. Канал бере почало з притоки Іртиша — річки Білої, вище за місто Аксу. Канал перетинає річку Нуру по дюкеру. Закінчується канал біля насосної станції і підйому ВАТ «Водоканал» міста Караганди, який є найбільшим споживачем. 272 км траси каналу проходять територією Павлодарської області і 186 км — Карагандинської області.
Основними спорудами каналу є 22 насосних станції підйому (за допомогою яких вода підіймається на 418 метрів), 14 водосховищ і 34 дільничних канали. Крім того, на трасі каналу є 39 інших інженерних споруд (водовипуски, водоскиди, дюкери, лівнепропускні труби, мости, споруди, що перегороджують тощо). Пропускна спроможність каналу змінюється від 76 м3/с в голові до 13 м3/с в кінці.
За час експлуатації — 1968—2002 роки — каналом подано споживачам 17 050 млн м3 води, у тому числі Павлодарської області — 7530 млн м3, Акмолінської — 994 млн м3 і Карагандинської — 8526 млн м3.

## Ресурси Інтернету
- Канал Іртиш — Караганда у Великій Радянській Енциклопедії